# 龙湾乡
龙湾乡，是中华人民共和国广西壮族自治区河池市都安瑶族自治县下辖的一个乡镇级行政单位。

## 行政区划
龙湾乡下辖以下地区：
龙湾村、内闷村、龙焕村、新民村、琴棋村、加范村、映山村、高怀村、尚三村、群乐村和中旧村。